# فرودگاه کوین
فرودگاه کوین  (به انگلیسی: Kovin Airport) (به زبان بومی: Аеродром Кoвин) یک فرودگاه نظامی با کد یاتا KON است که یک باند فرود آسفالت دارد و طول باند آن ۲۱۸۴ متر است. این فرودگاه در کشور صربستان قرار دارد و در ارتفاع ۸۵ متری از سطح دریا واقع شده است.